# Pavao Plenković
Pavao Plenković, italsky Paolo Plenkovich (1790 – 11. prosince 1864), byl rakouský právník a politik z Dalmácie, během revolučního roku 1848 poslanec Říšského sněmu.

## Biografie
Byl statkářem v Drniši. Roku 1849 se uvádí jako Dr. Paul Plenković, c. k. rada a prétor (představitel vrchnostenského úřadu státní správy, kombinujícího funkce administrativní, soudní a policejní) v Makarsce. Jako prétor v Makarsce se uvádí již roku 1842. Tehdy získal titul císařského rady. Ve funkci prétora je zmiňován ještě roku 1854.
Během revolučního roku 1848 se zapojil do veřejného dění. V doplňovacích volbách roku 1848 byl zvolen i na ústavodárný Říšský sněm. Do parlamentu nastoupil v srpnu 1848. Zastupoval volební obvod Šibenik. Tehdy se uváděl coby prétor. Řadil se ke sněmovní pravici.
Zemřel v prosinci 1864 bez potomků. Část z jeho dědictví pak byla použita na opravu kostela ve vesnici Badanj.